# 阿納托利·沙里
阿纳托利·阿纳托利耶维奇·沙里（1978年8月20日—），乌克兰親俄记者和视频博主。
沙里早期从事调查工作期间，曾收到过死亡威胁。2012年获得欧盟庇护，声称乌克兰执法机构因其新闻工作而对其进行起诉，目前長居西班牙。2019年6月，他成立了疑歐派政党沙里黨，该党参加了2019年乌克兰议会选举，赢得了2.23%的选票。在2020年地方选举中，該党候选人进入了多个市和州议会。2022年俄罗斯入侵乌克兰后，该党因涉嫌与俄罗斯有联系而被取締。

## 備注
1. ↑  沙里個人沿用轉寫“Sharij”
烏克蘭語：，羅馬化：Anatolii Anatoliiovych Sharii
俄语：，羅馬化：Anatoly Anatolyevich Shary